# Degerö-Börstskär
Degerö-Börstskär est une île de l’archipel de Luleå dans le comté de Norrbotten  en Suède,.

## Présentation
Degerö-Börstskär est une île boisée entourée d'îlots. L'île se compose d'une alternance de biotopes avec des affleurements, des plages de blocs et des criques pierreuses. 
La forêt est un mélange de forêt de conifères et forêt de feuillus avec des parcelles de végétation herbacée. Le site est, de par sa nature, une zone importante pour les oiseaux. C'est entre autres un lieu de repos et de mue pour les oies. Dans la partie nord, il y a une zone de protection des oiseaux qui a pour objectif de protéger les oiseaux de la zone pendant leur saison de reproduction. 
L'île est une destination d'excursion attrayante pour le public. 
Du côté ouest se trouve une baie abritée avec Börstkärshamnen un port d'accueil avec jetée et hébergement pour la nuit. 
Autour de l'île on pêche principalement le saumon et le corégone. 
Sur Degerö-Börstskär il y a un petit lac appelé Ängen. 
L'île a l'un des points culminants de la région, le Börstskärberget culminant à 27 mètres d'altitude.